# Berthe Cabra
Berthe Cabra z domu Gheude de Contreras (ur. 27 czerwca 1864 w Brukseli, zm. 26 stycznia 1947 w Berchem) – belgijska podróżniczka, prawdopodobnie pierwsza kobieta, która podróżowała przez Afrykę z zachodu na wschód drogą lądową.

## Życiorys
Była córką Jean-Martina Gheude i d'Euphrosyne d'Alcantara de Contreras. W 1901 wyszła za mąż za Alphonse'a Cabrę, komandora armii belgijskiej. Podróżowała z nim po Afryce w 1903, kiedy wyznaczał granicę między Kongiem Belgijskim a koloniami francuskimi. Potem małżonkowie powrócili do Belgii. W 1905 Alphonse Cabra został mianowany komisarzem Leopolda II i skierowany do inspekcji terytorium Ruzizi-Kivu i Prowincji Wschodniej. Berthe uzyskała od króla zgodę na towarzyszenie mężowi. Wyprawa rozpoczęła się w kwietniu 1905. Na miejsce para dotarła w październiku 1906. Podczas wyprawy zebrano przedmioty, które trafiły później do Królewskiego Muzeum Afryki Środkowej w Tervuren. Wyjazd przyniósł Berthe popularność i sławę. Opisywano ją w prasie, w której niebawem sama zaczęła publikować. Wygłaszała prelekcje wyjaśniające powody wyprawy do Afryki i promujące obecność białych kobiet w Afryce. Propagowała przedsięwzięcia kolonialne. Występowała m.in. dla Królewskiego Belgijskiego Towarzystwa Geograficznego.
Potem zaangażowała się w działalność w stowarzyszeniach filantropijnych w Antwerpii.
W 1925 została odznaczona Orderem Korony Belgijskiej. Rok później otrzymała Order Leopolda, a w 1929 I Order Gwiazdy Afrykańskiej.
W 1932 na Uniwersytecie Kolonialnym Belgii w Antwerpii ufundowała stypendium w wysokości 50 000 franków.